# Cantone di Céret
Il Cantone di Céret era una divisione amministrativa dell'arrondissement di Céret.
È stato soppresso a seguito della riforma complessiva dei cantoni del 2014, che è entrata in vigore con le elezioni dipartimentali del 2015.
Comprendeva i comuni di:
- L'Albère
- Banyuls-dels-Aspres
- Le Boulou
- Calmeilles
- Céret
- Les Cluses
- Maureillas-las-Illas
- Montauriol
- Oms
- Le Perthus
- Reynès
- Saint-Jean-Pla-de-Corts
- Taillet
- Vivès